# Dendrocopos darjellensis
Il picchio del Darjeeling (Dendrocopos darjellensis (Blyth, 1849)) è un uccello piciforme della famiglia dei Picidi.

## Descrizione

### Dimensioni
Misura circa 25 cm di lunghezza per 61-87 g di peso.

### Aspetto
È caratterizzato da un piumaggio piuttosto variopinto. Presenta gola color crema, petto e torace color camoscio fortemente striato di nero, ventre giallastro e fianchi barrati di nero. Le copritrici del sotto-coda e il codrione sono rossi. Il dorso e la mantellina sono di colore nero lucido uniforme. Le ali sono color cioccolato con distinte macchie bianche sulle copritrici e sottili barrature sulle remiganti primarie. La parte superiore della coda è nera con delle barre chiare sulle rettrici esterne. Le guance e le copritrici auricolari sono color crema o grigiastro. La parte posteriore dei lati del collo può essere gialla, dorata o arancio. Le redini e la fronte sono bianchi. Un mustacchio nero si estende giù lungo il collo fino ad incontrare una linea dello stesso colore che corre lungo i lati del petto. L'iride è di colore nerastro o rossastro. Il becco è nero, con il ramo inferiore più grigiastro. Grigiastre sono anche le zampe.
I maschi differiscono dalle femmine per il fatto di avere il vertice nero e una piccola macchia rossa sulla nuca, assente nelle seconde. I giovani sono privi della macchia camoscio o gialla sul collo, hanno la gola striata, una serie di macchie, piuttosto che di strisce, sulle parti inferiori e il codrione rosa; i giovani maschi, inoltre, hanno il vertice di colore rosso scuro, mentre le giovani femmine lo hanno nero con un po' di piume rosse alle estremità.

### Voce
Tra i richiami propri di questa specie figurano delle acute note singole, penetranti o stridule, chip, tsik o pik; una serie di chiacchiericci o guaiti costituiti da più note di volume crescente; degli squillanti di-di-di-d-dddddt e dei più stridenti tchew-tchew-tchew. Per quanto riguarda i tambureggiamenti con il becco, produce dei brevi rollii ripetuti di velocità e volume costanti.

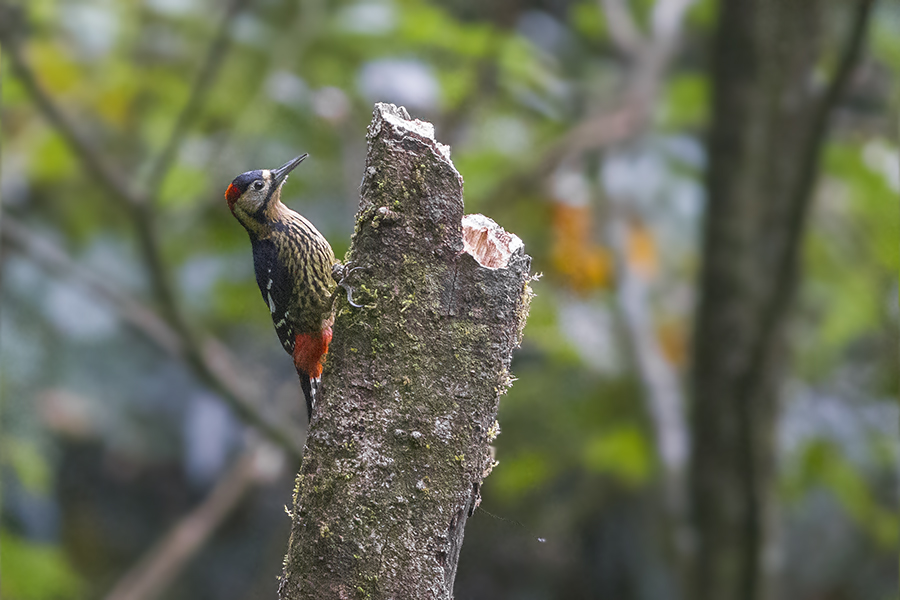
Un esemplare nel parco nazionale di Khangchendzonga, Sikkim Occidentale, India.

## Biologia

### Alimentazione
Il picchio del Darjeeling si nutre di insetti, in particolare delle larve dei coleotteri xilofagi. Si alimenta a tutti i livelli della foresta, su alberi caduti, tronconi, grossi rami ricoperti di muschio e tronchi, dal livello del suolo fino alla volta. Talvolta può aggregarsi in stormi misti con uccelli canori, ma forse non così spesso come altri suoi parenti.

### Riproduzione
Nelle regioni occidentali del suo areale, il picchio del Darjeeling nidifica tra aprile e maggio, talvolta in giugno; i primi pulcini si levano in volo in maggio. Tutto ciò che è stato descritto riguardo alla parata nuziale di questa specie è un moderato sollevamento delle piume del vertice da parte del maschio. Le uova vengono deposte nella cavità di un albero.

## Distribuzione e habitat
Il picchio del Darjeeling vive nelle foreste tropicali primigenie di montagna, siano esse di conifere, di latifoglie o miste, ad altitudini comprese tra i 1500 e i 4000 m. Rispetto ai suoi parenti, è più facile da incontrare nella fascia di arbusti al di sopra della linea degli alberi.
È originario del Sud-est asiatico: occupa un areale discontinuo che dalle regioni centro-occidentali del Nepal e dal Tibet meridionale e orientale si spinge verso est fino alle colline dell'India nord-orientale, alle regioni settentrionali e occidentali del Myanmar, alla Cina centro-meridionale (Sichuan meridionale e Yunnan occidentale) e al Vietnam settentrionale (Tonchino nord-occidentale).

## Tassonomia
Ne vengono riconosciute due sottospecie:
- D. d. darjellensis (Blyth, 1845), diffusa in Nepal, India nord-orientale, Bhutan, Myanmar settentrionale, Cina sud-occidentale e Vietnam settentrionale;

- D. d. desmursi (J. Verreaux, 1871), diffusa in Cina centrale.

Le due forme, tuttavia, sono molto simili tra loro, e gran parte degli studiosi considera la specie monotipica.

## Conservazione
È una specie localmente comune in India e Nepal, ma non frequente in Cina e nelle regioni settentrionali di Myanmar e Vietnam. Nella sua interezza la popolazione è considerata stabile, ma alcune sottopopolazioni sono in diminuzione a causa della distruzione delle foreste per ricavare legname da costruzione e legna da ardere. La IUCN classifica il picchio del Darjeeling come «specie a rischio minimo» (Least Concern).